# Afrička mitologija
Naziv afrička mitologija odnosi se na mitologije afričkog kontinenta.

## Glavni bogovi i duhovi
Božanstva. Većina afričkih tradicionalnih religija ima više bogova, često grupiranih zajedno u obiteljskim odnosima. Gotovo svaka kultura priznaje vrhovnog boga, svemoćnog stvoritelja koji se obično povezuje s nebom. Različiti zapadnoafrički narodi smatraju najvišim bogom Ammu ili Oloruna, a neki istočni Afrikanci koristite ime Mulungu. Afrikanci koji su usvojili kršćanstvo ili islam ponekad izjednačuju vrhovno božanstvo tih vjera s vrhovnim božanstvom tradicionalne afričke religije i mitologije.
| Božanstva | Ljudi i regija                | uloga                                              |
| --------- | ----------------------------- | -------------------------------------------------- |
| Ala       | Ibo, Nigerija                 | majka božica, vladar podzemlja, božica plodnosti   |
| Amma      | Dogoni, Mali                  | vrhovni bog                                        |
| Cagn      | Bušmani, Jugozapadna Afrika   | bog stvoritelj                                     |
| Eshu      | Yoruba, Nigerija              | prevarant i glasnik bogova                         |
| Katonda   | Buganda, Istočna Afrika       | bog stvoritelj, otac bogova, kralj i sudac svemira |
| Kibuka    | Buganda, Istočna Afrika       | bog rata                                           |
| Leza      | Bantu, Srednja i Južna Afrika | stvoritelj i bog neba                              |
| Mujaji    | Lovedu, Južna Afrika          | božica kiše                                        |
| Nyame     | Ashanti i Akan, Gana          | bog stvoritelj, povezan sa suncem i mjesecom       |
| Ogun      | Yoruba, Zapadna Afrika        | bog rata i željeza                                 |
| Olorun    | Yoruba, Zapadna Afrika        | bog neba i vrhovno božanstvo                       |